# Skellefteå (comuna)
Skellefteå (em sueco: Skellefteå kommun) é uma comuna da Suécia localizada no condado de Bótnia Ocidental. Sua capital é a cidade de Skellefteå. Possui 6 801 quilômetros quadrados e segundo censo de 2018, havia 72 467 habitantes.

## Localidades principais
Existem 21 localidades:
| Localidade                    | População |
| ----------------------------- | --------- |
| Skellefteå                    | 35775     |
| Ursviken                      | 3850      |
| Skelleftehamn                 | 3094      |
| Bureå                         | 2587      |
| Kåge                          | 2293      |
| Bergsbyn                      | 1818      |
| Byske                         | 1771      |
| Burträsk                      | 1622      |
| Boliden                       | 1639      |
| Jörn                          | 702       |
| Ersmark                       | 860       |
| Lövånger                      | 808       |
| Medle                         | 544       |
| Kusmark                       | 463       |
| Klutmark                      | 199       |
| Örviken                       | 394       |
| Södra Bergsbyn - Stackgrönnan | 330       |
| Ostvik                        | 541       |
| Bygdsiljum                    | 313       |
| Drängsmark                    | 334       |
| Myckle                        | 426       |